# Unimak
L'illa Unimak (en anglès Unimak Island, en aleutià Unimax) és la més gran de les illes Aleutianes, a l'estat d'Alaska. És l'illa de l'arxipèlag més situada a l'est i forma part del grup de les Illes Fox. Amb una superfície de 4.069,9 km² és la novena illa més gran dels Estats Units i la 134a més gran del món. Segons l'Oficina de Cens dels Estats Units en el cens de 2000 hi havia 64 habitants a l'illa, tots ells ubicats a la població de False Pass, a l'extrem est de l'illa.
El seu punt culminant és el Mont Shishaldin, de 2.856,9 m, un dels volcans més actius del món. A l'illa destaca la Caldera del Pescador (Fisher Caldera), un cràter volcànic a la part oest i el mont Westdahl, un volcà a l'extrem occidental. A l'illa hi trobem l'os bru, caribús i guineus.

## Referències

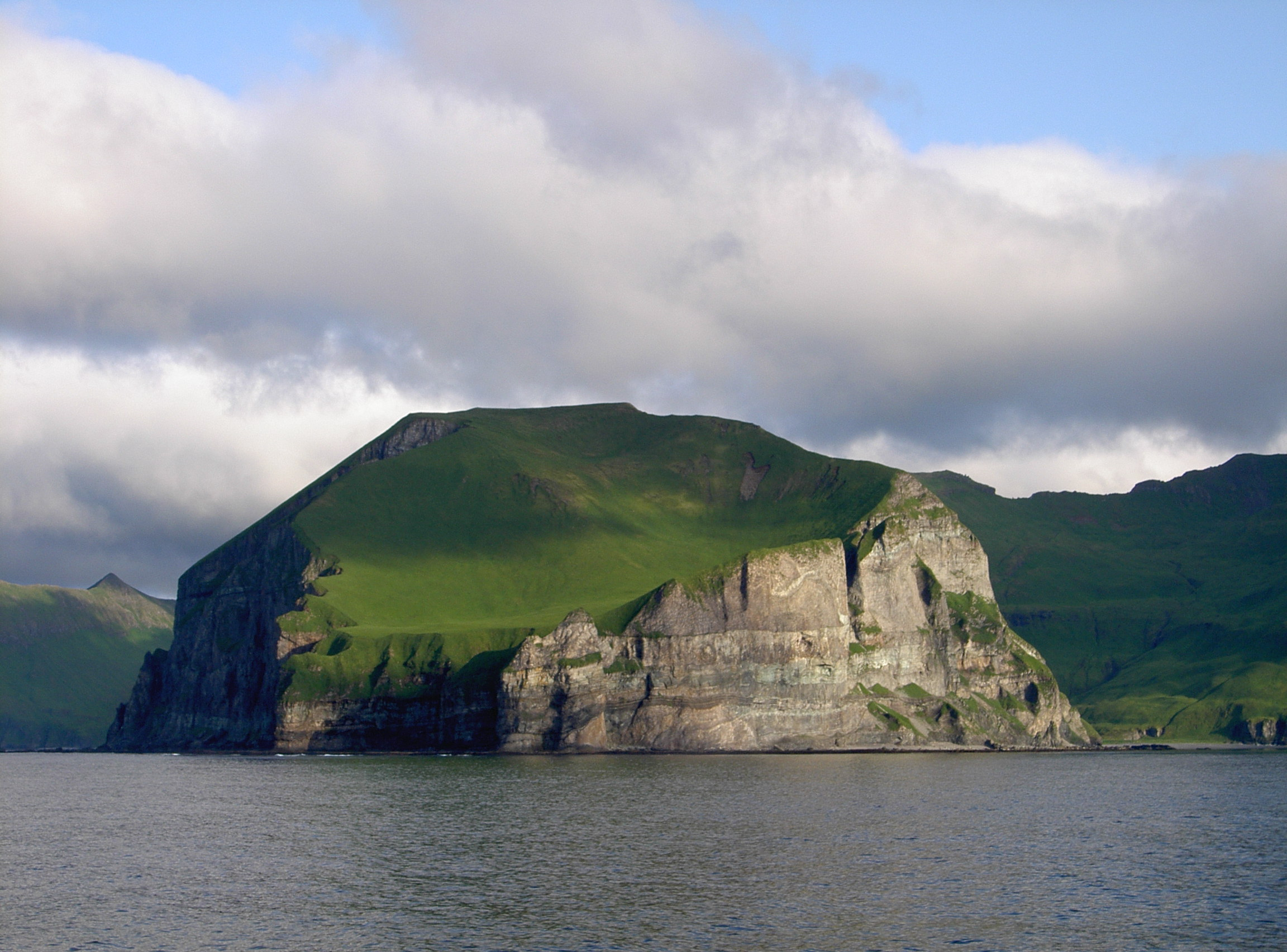
Cape Lutkes

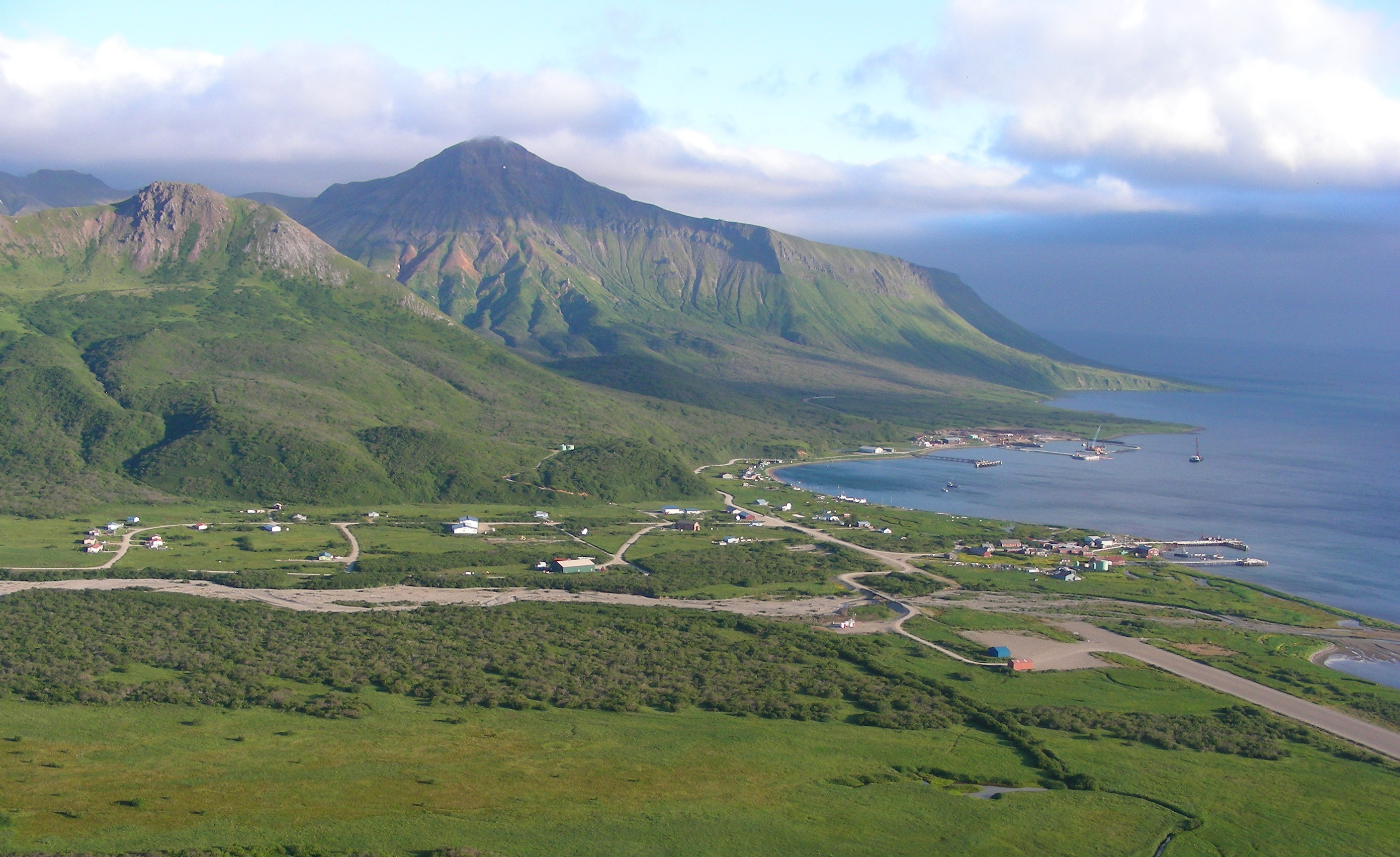
False Pass vist des del sud